# 魚池鄉 (台灣)
魚池鄉（邵語：Qabizay），舊稱「五城堡」、「魚池仔」，位於臺灣南投縣中部，日月潭為其著名的觀光景點。魚池鄉為原住民族邵族的傳統居住地，鄉內邵族人口約有300人，列為平地原住民鄉鎮，地方通行語為邵語。

## 歷史

### 台灣史前時期至明鄭時期
早在台灣史前時期，魚池地區即有人類在此活動。1900年（明治33年），日本考古學者在水社及珠仔山（今拉魯島）採集到打製石器及磨製石器數件。1955年（民國44年），國立臺灣大學及南投縣文獻委員會之考古組也在光華島（今拉魯島）、水社、文武廟、青龍山麓的潭邊，採集石器與陶器數千件。證明在石器時代的文化已相當進步，並形成一個獨立的生活組織:5。
漢人最早開拓今南投縣境的紀錄，是在明鄭時期（1661－1683年）。1665至1667年（永曆十九至二十一年）間，明鄭部將林圮率眾開墾斗六門（今斗六市），並進入今竹山鎮一帶屯墾。但當時並無有關今魚池鄉的任何記載。

### 清治時期
漢人有關今魚池鄉境的紀錄，最早見於清治時期（1683－1895年）的1684年（康熙23年），當時首任諸羅知縣季麒光在其著作《臺灣雜記》中有提到「日月潭」，但由文辭上看來，顯然僅止於記述傳聞，並未身臨其境:13。
該地區正式納入管轄，首見於1694年（康熙32年）出版的高拱乾補纂《臺灣府志》：「（諸羅縣下轄）木武郡赤嘴社、水沙連思麻丹社、麻咄目靠社、挽鱗倒咯社、狎裡禪戀蠻社、干那霧社。」其中的思麻丹社，即指位於今日月潭畔水社的原住民邵族聚落。到了1697年（康熙36年）郁永河遊歷臺灣時，更已記載水沙連地區繳納貢賦，並提到了日月潭中的珠嶼（今拉魯島）。
1721年（康熙60年）4月爆發朱一貴事件，水沙連各社也起而抗拒清政府的勢力，不再繳納番餉，並頻頻出草對付臨近漢族。事件平息後，清政府有鑑於諸羅縣轄區遼闊而鞭長不及，便於1723年（雍正元年）割虎尾溪以北、大甲溪以南之地增設彰化縣，水沙連地區轄之。水沙連地區的情勢則遲至1726年（雍正4年），骨宗父子三人被補後才告平息。有鑑於此地區較為偏遠，遂於1734年（雍正12年）設立水沙連堡，以加強控制。
到了在1775年（乾隆40年）左右，水社、頭社、貓囒、審鹿、眉社、埔里社等「水沙連六社」（或稱埔水六社）的概念已然形成。除眉社、埔里社位在今埔里鎮境，也不屬於邵族系統，其餘四社均屬今魚池鄉境內的邵族部落。
到了在1786年（乾隆51年），林爽文事件爆發，後來在大里杙兵敗，逃入水沙連地區。時居當地漳州府漳浦縣人黃漢得知後，聯合邵族毛天福，組織漢邵壯丁一同追捕林爽文。1788年（乾隆53年）事件平息後，黃漢獲賞七品頂戴，並受命擔任水沙連六社世襲總通事。毛天福亦入覲京城、受賜朝服。:13-14
1824年（道光4年），漳州人王增榮、陳坑修築通往頭社之道路，建土地廟於雞胸嶺（土地公鞍嶺）。1829年（道光9年），陳坑又出資招人開墾貓囒。1836年（道光16年）黃漢去世，子黃天惠繼承職位，漢族入墾者日多。1838年（道光18年）漳州人入墾頭社，泉州人入墾水社，並擴及貓囒、剝骨（卜吉）等社。到了1846年（道光26年），六社頭目更一起獻圖請求內附:16。
1847年（道光27年），閩浙總督劉韻珂正式准許邵族人招募佃人開墾。但其時漢人違法入墾已極為嚴重，此舉只是承認既成之事實而已。王增榮、陳坑等人又以水社為中心，建立了五處漢人庄落，皆植刺竹防衛，稱為「五城」。1875年（光緒元年），清政府解除內山禁令，改行「開山撫番」政策，原擬析草屯火炎山以東地區成立水沙連廳，但未實質設立；至1885年（光緒11年）始以其地設立埔里社廳，今魚池鄉境隸屬於其下之五城堡，轄區涵蓋頭社、水社、貓囒等邵族傳統居住地:18-19。
開山撫番的推動，讓大批漢族光明正大進入五城堡，當地邵族面對漢族帶入的傳染病沒有抵抗力，不少人因而致死。加上清朝官員吳光亮在邵族聖地拉魯島設立書院（其後被丁汝霖作為私人別墅），造成邵族人心理上的不安。為了避免滅族，自1882年（光緒8年）起便陸續有邵族人遷出避禍:19。邵族人口原本不多，道光年間大批漢人進入後，當地人口結構便產生急遽的變化。由道光到光緒的短短三十年間，邵族人口便減少一半，遷、併社的情形更是劇烈:25。

### 日治時期
1895年4月（清光緒二十一年三月，日本明治二十八年四月），清朝和日本簽訂《馬關條約》，將台灣割讓予日本。5月底，台灣軍民起而反抗日軍接管，爆發乙未戰爭，至11月中旬始宣告平定。但戰事並未波及地處內陸深處的魚池地區。
日治初期行政區劃改頻繁，但傳統的堡里、街庄體制依然維持。五城堡先後隸屬於台灣縣埔里社廳、台灣民政支部埔里社出張所、台中縣埔里支廳、南投廳埔里支廳管轄:3。依據1904年（明治37年）出版的《台灣堡圖》，五城堡下轄魚池（qabizay）、司馬按、大林、長藔、木屐囒、加道坑、鹿蒿、新城、山楂腳、蓮華池、茅埔（waqraz）、貓囒（fukaz）、水社（kankwan）、頭社（shtafari）、銃櫃、大雁、拔社埔等十七庄，其中僅有最南端的拔社埔庄位於今水里鄉境，其餘十六庄均位於今魚池鄉境。1920年（大正9年），台灣行政區劃作重大改制，除廢廳建州郡外，同時廢舊制堡里、街庄而改設新制街庄、大小字。五城堡北部十六庄改設為台中州新高郡魚池庄，同時成立庄役場（今鄉公所）。
日治初期的土地調查及大租權的消滅，直接衝擊到原住民的地主權，許多田地必須賣斷給漢族佃戶。魚池、貓囒、頭社等較為平坦的地區，逐漸由漢、邵雜處的村落，變成純粹漢族的聚落:25。
1919年（大正8年），台灣電力株式會社在日月潭開始興建發電廠，1934年（昭和9年）完工。其相關工程包括在濁水溪上游攔截溪水，開鑿隧道引入日月潭，並築壩以增加蓄水量，使得潭面因而擴大。自清末以來逐漸聚居的邵族石印社，因位於淹沒區內而被迫遷至東南岸的卜吉社。合併後的邵族部落，成為日本人觀光消費的景點。外界對於邵族的獨木舟（ruza）、杵歌的印象，自此藉由媒體傳播而深入人心:28-29。

### 民國時期
1945年（昭和20年，民國34年），日本在第二次世界大戰戰敗，中華民國政府接收台灣。翌年1月21日，行政區劃改為台中縣玉山區魚池鄉。1950年（民國39年）10月21日全台調整行政區域，魚池鄉合併原能高區蕃地西南部一小塊地區，並改隸新成立的南投縣，轄有魚池、東池、大林、東光、共和、新城、大雁、五城、中明、水社、日月、頭社、銃櫃（後改名武登）等十三村，即現有的行政區域:3:65。
戰後初期，由於日月潭發電廠曾遭受盟軍轟炸，日籍員工也相繼離去，魚池鄉發展一度停滯。但隨著臺灣電力公司，本國籍工程師進駐修復發電設備，便逐漸恢復原狀。但在產業結構上，卻有著些微的變化。原本興盛的樟腦業迅速沒落，頭社、東光、共和等村從事此業的客籍移民，不是散落他處，便是同化為「福佬客」。其他如製陶業等，也同樣面臨衰落的局面。但紅茶產業卻異軍突起，成為魚池鄉的一大特色。另外，香蕉與經濟造林，也都頗有發展。至於稻米、雜糧的生產，則始終維持一定的重要地位。但由於政策上平抑物價，糧食作物收入跟不上都市工商發展的腳步，導致農村人口外流，魚池鄉也無法倖免:41。
近年來政府推動發展「精緻農業」，透過農會在資金與技術上的協助，各村農產品逐漸地方化、特色化，甚至發展出觀光化、休閒化的高附加價值:45。魚池鄉擁有日月潭的優勢，發展潛力頗佳；甚至有因此想改名為「日月潭鄉」的構思。
| 起訖年份  | 行政區                 |
| 1909~1920 | 南投廳埔里社支廳五城區 |
| 1920~1945 | 台中州新高郡魚池       |
| 1945~1950 | 台中縣玉山區魚池鄉     |
| 1950~     | 南投縣魚池鄉           |

## 地理

### 地形
魚池鄉位於南投縣中部，臺灣脊樑山脈之西方，北鄰埔里鎮，西鄰國姓鄉、水里鄉，東鄰仁愛鄉，南接信義鄉。地處山地與西部平原之間，全鄉海拔介於500到2200之間。地形甚為複雜，除受褶曲作用外，亦受到斷層與河川侵蝕之影響，以致境內山丘密布，其間羅列許多大小不一的盆地、急陡斜坡及崩塌地:3-6。
諸盆地中面積較大、地勢較低的魚池盆地位於鄉境中部偏東北，其行政中心位於海拔高度620至670公尺之間。全鄉的山脈在地形分區上均屬於埔里板岩山地，唯有位於魚池鄉與水里鄉交界上的後尖山屬於阿里山山脈的集集稜脈:47-48。全鄉知名山岳共二十餘座，列名南投百峰者計有水社大山（2,120公尺）、大尖山（2,016公尺）、過坑山（1,331公尺）、貓囒山（1,020公尺）、後尖山（1,008公尺）、沙巴囒山（955公尺）、番子田山（934公尺）、魚池富山（815公尺）等八座。其中水社大山、後尖山於2003年獲選為台灣小百岳；但前者於2006年遭除名，改由貓囒山入替。
鄉內面積超過0.1平方公里的大小盆地共有14個，均屬於埔里盆地群的一部分。其中最大者即為魚池盆地，面積達21平方公里；其次為中部偏南的日月潭盆地，面積為5.4平方公里；再次為西南部的頭社與銃櫃兩個盆地，面積分別為1.7平方公里與0.7平方公里:51-52。

### 水文
魚池鄉全鄉分屬兩大水系，東北部屬烏溪支流南港溪流域，主要河川有南港溪及其支流桃米溪、鹽土坑溪（水井湖坑溪）、十一股溪、大林溪（又名魚池溪）、木屐蘭溪等；西南部屬濁水溪流域，主要河川有濁水溪支流水里溪及其支流水社尾溪、五城溪（合坑溪）、火焙溪、電子溪、頭社溪、梅堰堤坑溪等，日月潭南側一小部份地區則屬於濁水溪另一支流益則坑溪流域。兩大水系之間大致以三角崙、金龍山、貓囒山、番子田山、卜吉山、水社山為分水嶺:84-85。

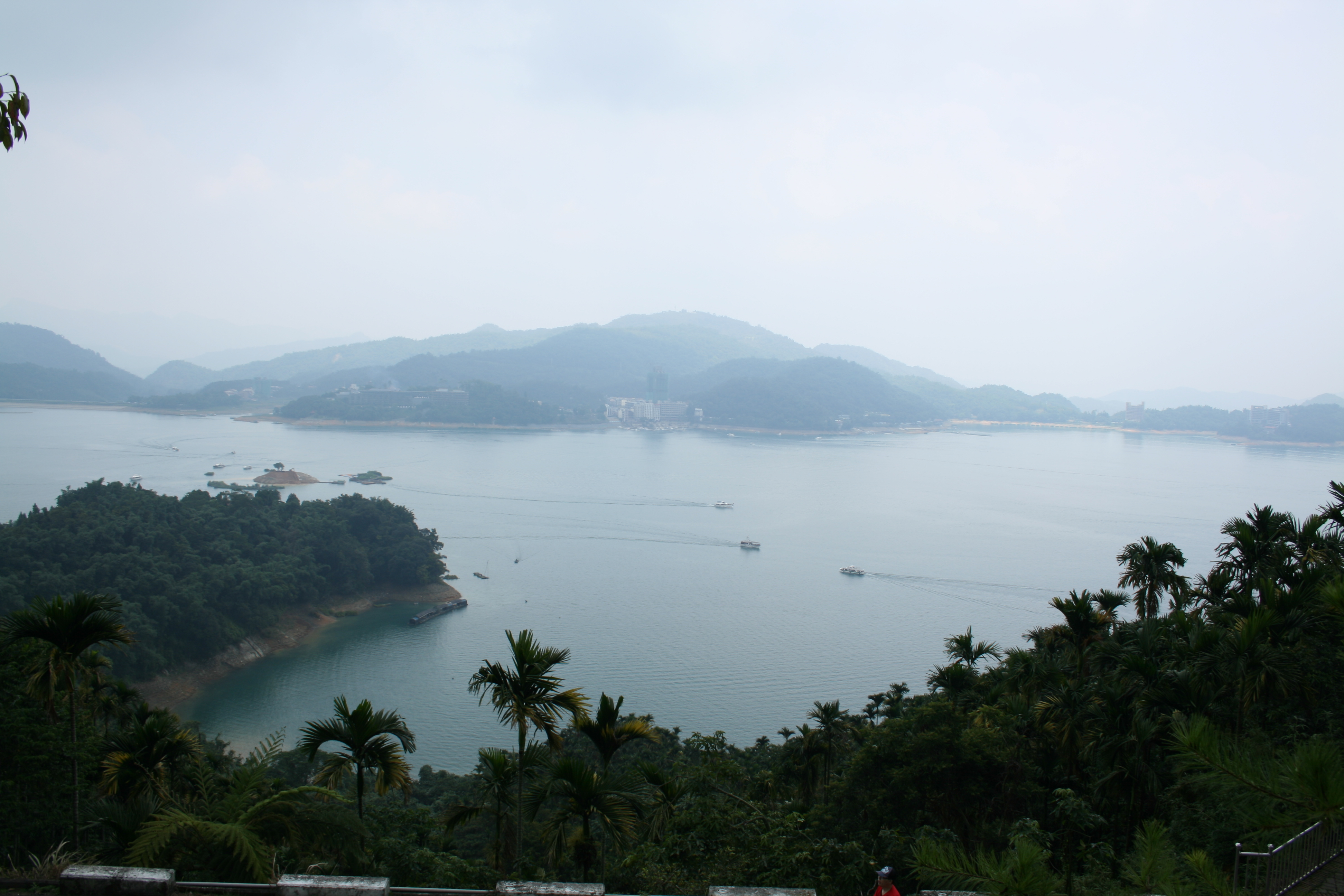
日月潭

日月潭位於魚池鄉南部，原為台灣最大的天然湖泊。其流入的溪流既少又短，集水區僅比潭面略大，西北角有水社尾溪流出。日治時期為了興建水力發電廠，一方面興建水社壩截斷水社尾溪，又興建頭社壩防止潭水溢入頭社盆地；另一方面在濁水溪上游興建武界壩攔截溪水，並開鑿地下涵洞引水注入日月潭，以充分供給發電所需水源，發電後的水則被導入濁水溪支流水里溪。完工後的日月潭水位上昇十餘公尺，潭面亦略有擴大。

### 氣候
魚池鄉雖屬於副熱帶氣候，但因地勢較高，夏季涼爽宜人，為一避暑聖地:72。鄉內設有日月潭測候站（位於海拔1015公尺的貓囒山，並非在日月潭旁），以下為該站所測得之氣象紀綠。
| 日月潭（平均數據1991-2020年，極端數據1941-2021年更新中） | 日月潭（平均數據1991-2020年，極端數據1941-2021年更新中） | 日月潭（平均數據1991-2020年，極端數據1941-2021年更新中） | 日月潭（平均數據1991-2020年，極端數據1941-2021年更新中） | 日月潭（平均數據1991-2020年，極端數據1941-2021年更新中） | 日月潭（平均數據1991-2020年，極端數據1941-2021年更新中） | 日月潭（平均數據1991-2020年，極端數據1941-2021年更新中） | 日月潭（平均數據1991-2020年，極端數據1941-2021年更新中） | 日月潭（平均數據1991-2020年，極端數據1941-2021年更新中） | 日月潭（平均數據1991-2020年，極端數據1941-2021年更新中） | 日月潭（平均數據1991-2020年，極端數據1941-2021年更新中） | 日月潭（平均數據1991-2020年，極端數據1941-2021年更新中） | 日月潭（平均數據1991-2020年，極端數據1941-2021年更新中） | 日月潭（平均數據1991-2020年，極端數據1941-2021年更新中） |
| 月份                                                     | 1月                                                      | 2月                                                      | 3月                                                      | 4月                                                      | 5月                                                      | 6月                                                      | 7月                                                      | 8月                                                      | 9月                                                      | 10月                                                     | 11月                                                     | 12月                                                     | 全年                                                     |
| -------------------------------------------------------- | -------------------------------------------------------- | -------------------------------------------------------- | -------------------------------------------------------- | -------------------------------------------------------- | -------------------------------------------------------- | -------------------------------------------------------- | -------------------------------------------------------- | -------------------------------------------------------- | -------------------------------------------------------- | -------------------------------------------------------- | -------------------------------------------------------- | -------------------------------------------------------- | -------------------------------------------------------- |
| 历史最高温 °C（°F）                                      | 29.2 (84.6)                                              | 30 (86)                                                  | 31.2 (88.2)                                              | 32.8 (91.0)                                              | 32.8 (91.0)                                              | 33.3 (91.9)                                              | 34 (93)                                                  | 33.5 (92.3)                                              | 33.3 (91.9)                                              | 32.5 (90.5)                                              | 30.7 (87.3)                                              | 29.4 (84.9)                                              | 34 (93)                                                  |
| 平均高温 °C（°F）                                        | 19.4 (66.9)                                              | 20.3 (68.5)                                              | 22.1 (71.8)                                              | 24.2 (75.6)                                              | 26 (79)                                                  | 27.2 (81.0)                                              | 28.3 (82.9)                                              | 27.8 (82.0)                                              | 27.2 (81.0)                                              | 25.6 (78.1)                                              | 23.6 (74.5)                                              | 20.5 (68.9)                                              | 24.4 (75.9)                                              |
| 日均气温 °C（°F）                                        | 14.4 (57.9)                                              | 15.2 (59.4)                                              | 16.9 (62.4)                                              | 19.2 (66.6)                                              | 21.1 (70.0)                                              | 22.3 (72.1)                                              | 22.9 (73.2)                                              | 22.7 (72.9)                                              | 22.2 (72.0)                                              | 20.6 (69.1)                                              | 18.6 (65.5)                                              | 15.6 (60.1)                                              | 19.3 (66.8)                                              |
| 平均低温 °C（°F）                                        | 11.3 (52.3)                                              | 12.1 (53.8)                                              | 13.9 (57.0)                                              | 16.3 (61.3)                                              | 18.5 (65.3)                                              | 19.7 (67.5)                                              | 20.1 (68.2)                                              | 20 (68)                                                  | 19.5 (67.1)                                              | 17.9 (64.2)                                              | 15.7 (60.3)                                              | 12.7 (54.9)                                              | 16.5 (61.7)                                              |
| 历史最低温 °C（°F）                                      | −0.3 (31.5)                                              | −0.1 (31.8)                                              | 1 (34)                                                   | 6.3 (43.3)                                               | 12.4 (54.3)                                              | 13.9 (57.0)                                              | 16.2 (61.2)                                              | 15.8 (60.4)                                              | 12.9 (55.2)                                              | 11.2 (52.2)                                              | 5.9 (42.6)                                               | 1.5 (34.7)                                               | −0.3 (31.5)                                              |
| 平均降雨量 mm（）                                        | 56.7 (2.23)                                              | 72 (2.8)                                                 | 103.1 (4.06)                                             | 174.6 (6.87)                                             | 354.6 (13.96)                                            | 441.6 (17.39)                                            | 394.5 (15.53)                                            | 422.9 (16.65)                                            | 192.1 (7.56)                                             | 50.3 (1.98)                                              | 38.4 (1.51)                                              | 42.2 (1.66)                                              | 2,343 (92.2)                                             |
| 平均降雨天数（≥ 0.1 mm）                                 | 7.9                                                      | 8.2                                                      | 10.6                                                     | 13.4                                                     | 18.3                                                     | 20                                                       | 18.3                                                     | 19                                                       | 12                                                       | 5.9                                                      | 5.3                                                      | 6.4                                                      | 145.3                                                    |
| 平均相對濕度（％）                                       | 76.9                                                     | 78.4                                                     | 80.4                                                     | 82.3                                                     | 84.4                                                     | 85.1                                                     | 84.5                                                     | 85.5                                                     | 84.1                                                     | 81.9                                                     | 79.2                                                     | 77.3                                                     | 81.7                                                     |
| 月均日照時數                                             | 159.4                                                    | 136.9                                                    | 128.5                                                    | 109.5                                                    | 109.2                                                    | 111.3                                                    | 140.6                                                    | 125.2                                                    | 123.6                                                    | 147.6                                                    | 160.2                                                    | 157                                                      | 1,609                                                    |
| 来源：中央氣象局                                         |                                                          |                                                          |                                                          |                                                          |                                                          |                                                          |                                                          |                                                          |                                                          |                                                          |                                                          |                                                          |                                                          |

### 人口
根據南投縣政府民政處統計，2024年底魚池鄉戶數約5.7千戶，人口約1.4萬人，鄉內人口最多與最少的村分別是魚池村與武登村，2024年底兩村人口分別為2,107人與544人；人口密度最高與最低的村分別是東池村與五城村，2024年底兩村人口密度分別為每平方公里1,105人與40人:9。

## 政治

### 歷屆鄉長
| 任次 | 姓名   | 任期（民國紀元）     | 備註   |
| ---- | ------ | -------------------- | ------ |
| 1    | 黃甘   | 40.08.01－42.07.31   |        |
| 2    | 劉登順 | 42.08.01－44.07.31   |        |
| 3    | 黃甘   | 45.08.01－48.12.31   |        |
| 4    | 王如和 | 49.01.01－53.2.28    |        |
| 5    | 何英乾 | 53.03.01－57.2.28    |        |
| 6    | 何英乾 | 57.03.01－62.3.31    |        |
| 7    | 林泉印 | 62.4.1－66.12.29     |        |
| 8    | 王春枝 | 66.12.30－67.6.13    | 任內歿 |
| 補選 | 許錦田 | 67.9.30－71.2.28     |        |
| 9    | 許錦田 | 71.3.1－75.2.28      |        |
| 10   | 黃宋華 | 75.3.1－79.2.28      |        |
| 11   | 黃宋華 | 79.3.1－82.2.28      |        |
| 12   | 謝明謀 | 83.3.1－87.2.28      |        |
| 13   | 謝明謀 | 87.3.1－91.2.28      |        |
| 14   | 廖學輝 | 91.3.1－95.2.28      |        |
| 15   | 廖學輝 | 95.3.1－99.2.28      |        |
| 16   | 陳錦倫 | 99.3.1－103.12.25    |        |
| 17   | 陳錦倫 | 103.12.25－107.12.24 |        |
| 18   | 劉啟帆 | 107.12.25－111.12.25 |        |
| 19   | 劉啟帆 | 111.12.25－現任      |        |

### 鄉政組織
魚池鄉公所是魚池鄉最高層級的地方行政機關，在中華民國政府架構中為鄉自治的行政機關，同時負責執行縣政府及中央機關委辦事項，魚池鄉的自治監督機關為南投縣政府。鄉長由全體鄉民直接選舉產生，任期為四年，可連選連任一次。魚池鄉公所並置鄉政會議，為鄉政最高決策機構，在鄉長之下，設有5課3室等8個內部單位及2個附屬機關。
魚池鄉民代表會是魚池鄉的最高民意機關，代表魚池鄉全體鄉民立法和監察鄉政。鄉民代表由公民直選選出，任期為四年，可連選連任。魚池鄉民代表會共有11位鄉民代表，分別為第一選區5席鄉民代表、第二選區3席鄉民代表、第三選區3席鄉民代表，主席、副主席由11位鄉民代表互選產生。

### 行政區劃
| 村名   | 面積:67-108 km² | 鄰數 | 人口數 2022.12 | 主要聚落                                                                                           |
| ------ | --------------- | ---- | -------------- | -------------------------------------------------------------------------------------------------- |
| 大林村 | 8.81            | 14   | 1,143          | 大林、草凹仔、司馬按、公林、內湖仔、金天巷                                                         |
| 大雁村 | 7.17            | 9    | 657            | 大雁、澀水、湖桶、雁地、草凹仔、山楂腳、槌仔寮、單冬頭、仙楂腳巷                                   |
| 中明村 | 4.83            | 12   | 1,040          | 貓囒、田螺污、頂獅子、毛蟹穴、山仔腳、文化巷、有水坑、名勝巷                                       |
| 五城村 | 18.37           | 13   | 777            | 五城、頂五城、下五城、大潭岩、車崙坪、大觀巷、豬哥坪、拔賭寮、草坪、火焙巷、猴龍坑、蓮華池、三角崙 |
| 日月村 | 15.18           | 10   | 944            | 伊達邵、南邊湖、葫蘆崙、潭頭                                                                       |
| 水社村 | 16.34           | 16   | 913            | 明潭、北旦、水尾、二壩欄、水社、向山、頭社壩、阿里眉、草凹仔                                       |
| 共和村 | 8.34            | 13   | 1,085          | 外加道坑、鹽土坑、坪頂、中庄、內加道、內加道坑、下五馬、水井湖、五馬、過龍仔、滴水仔、長寮尾         |
| 東光村 | 15.97           | 13   | 1,378          | 東光、水尾巷、頂城、向天圳                                                                         |
| 東池村 | 1.51            | 17   | 1,737          | 魚池（東部）、內魚池、東平、埔尾、泡仔林、猴洞                                                     |
| 武登村 | 5.4             | 18   | 579            | 頭社、銃櫃、車心崙、土地公鞍、空湖                                                                 |
| 魚池村 | 3.93            | 21   | 2,170          | 魚池（西部）、魚池尖                                                                               |
| 新城村 | 9.45            | 17   | 1,517          | 新城、水頭、頭股、頭股份仔、大坪、股尾、十一股、冷堀仔、鹿蒿、香茶巷、鹽菜甕、嶺腳                 |
| 頭社村 | 5.2             | 19   | 952            | 崙龍、內灣、棉子園、內凹仔、大舌滿、水尾                                                           |
| 魚池鄉 | 121.3735        | 192  | 14,892         | |

| 魚池鄉行政區劃                                                                             |
| 武登村 日月村 五城村 大雁村 頭社村 新城村 共和村 東池村 魚池村 水社村 中明村 東光村 大林村 |

## 經濟

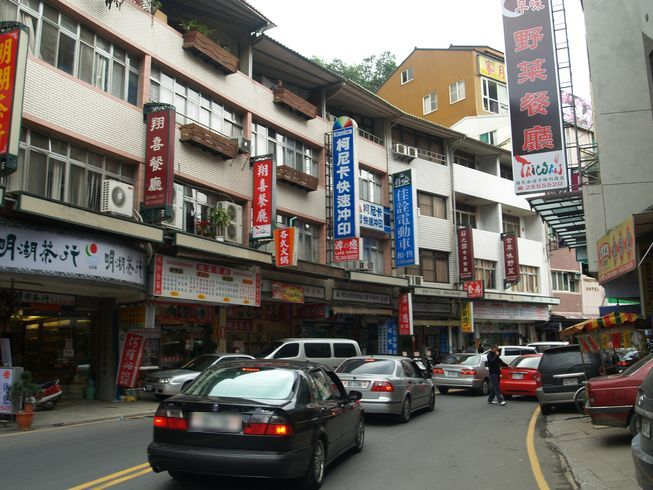
日月潭水社

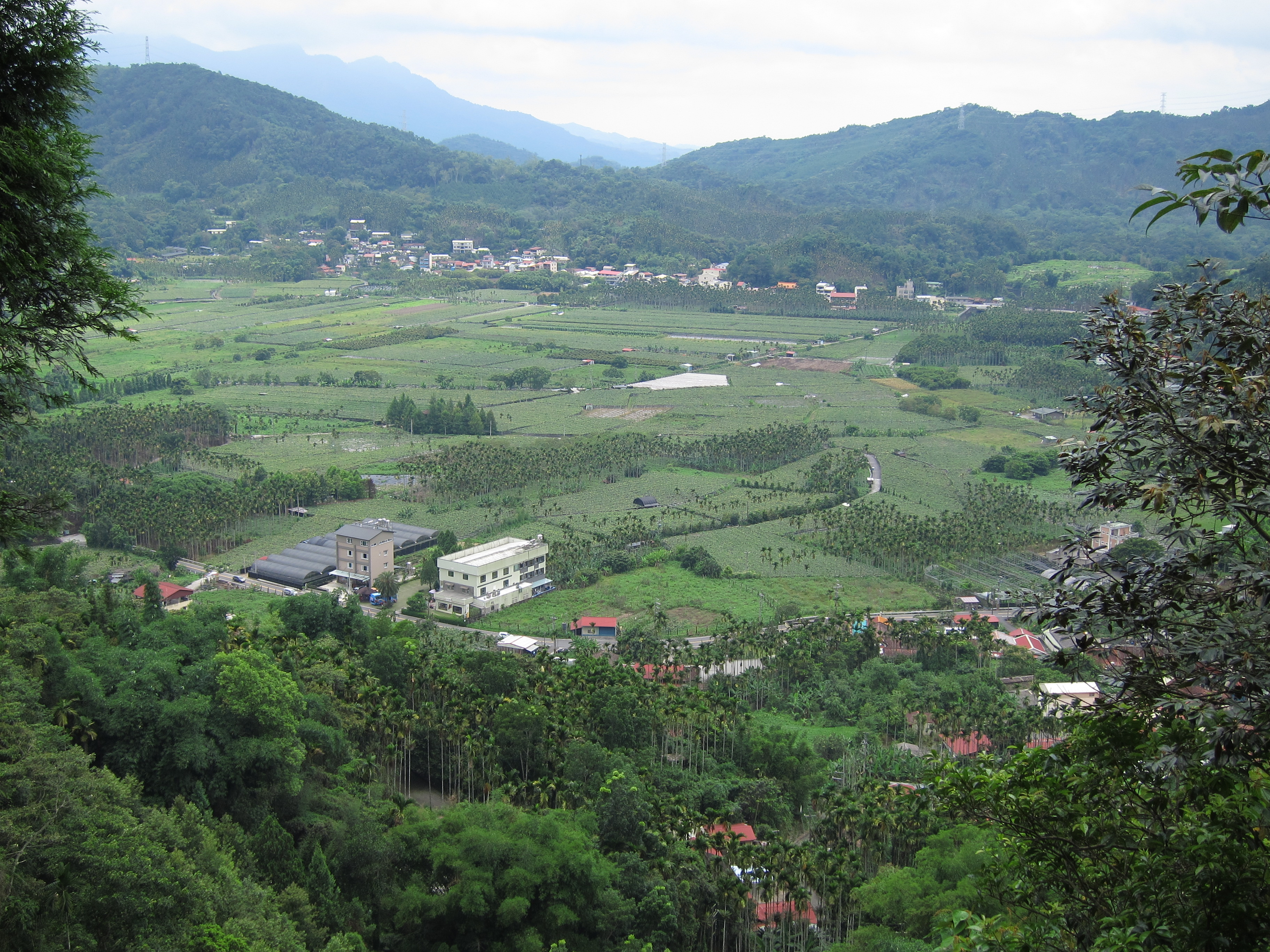
頭社

### 農林漁牧業
農業在魚池鄉具有舉足輕重的地位。早在清康熙、乾隆年間，水社出產的茶葉已頗為出名。19世紀嘉慶年間漢人大量入墾以後，農業活動更形重要。近年來隨著社會經濟結構變遷，傳統農業活動逐漸轉型，休閒農業已形成新的風潮，為魚池鄉帶來利基:1。
依據南投縣政府的統計，1996年（民國85年）全鄉農地面積共有3,116公頃，其中水田1,176公頃，旱田1,940公頃。主要的農作物有茭白筍、龍鬚菜、過溝菜、四季豆、絲瓜、金針等蔬菜:16，及紅茶、檳榔、虎頭蘭等經濟作物:20。
魚池鄉林地主要分屬林業署南投分署、林業試驗所蓮華池研究中心管轄，在魚池鄉內前者轄有5,291公頃林地，後者則轄有214公頃林地:41、47。主要樹種有台灣杉、南洋杉、樟樹、榕樹、台灣肖楠、台灣扁柏、烏心石、油茶等:43。早年因為經濟發展需要，曾大量伐木外銷日本，導致林地面面積縮小。近年來環保意識提高，政府著重保林、造林，並減少砍伐，以維護天然景觀:41-47。
林業試驗所蓮華池研究中心位於魚池鄉五城村蓮華池，前身是日治時期成立的中央研究院林業部蓮華池試驗地，為台灣重要的藥用植物栽培、研究場所。該所目前的研究重點有育苗、造林、自然資源保育、集水區經營四大項:47-49。
在漁業方面，魚池鄉雖然深居內陸，但因擁有日月潭，仍得以適度發展。1998年（民國87年）全鄉漁業總產量170公噸，總產值1,752萬元。其中養殖漁業產量101公噸，產值1,338萬元；內陸漁撈業產量69公噸，產值418萬元。主要的漁種為曲腰魚、草魚、鰱魚、吳郭魚、鱒魚、潭蝦等:54-56。在畜牧業方面，魚池鄉最大宗為畜養白肉雞，年產量可達90餘萬隻。另外亦有少量有色肉雞、肉羊、乳牛的飼養:62。

### 工商及服務業
魚池鄉地緣上遠離富饒的台灣西部平原，境內又多山地，缺乏發展工業的條件。除了較具地方特色的陶藝製作及食品加工業外，其他工業乏善可陳。陶藝業的發展係由於大林村司馬鞍的陶土品質佳，在日治時期便頗負盛名；而食品加工業則與地方農業發展有密切關係，而且多屬勞力密集的小型工廠:65-66。
魚池鄉擁有日治時期即聞名在外的日月潭，帶動魚池鄉發展出大量的藝品店、餐飲店、旅館及攤販，但多屬小本經營，缺乏大型的商業經營模式。因此魚池鄉的商業活動仍以提供居民、遊客日常生活用品之零售業為最多，並且保持傳統經營方式:73-74。

## 文化

### 宗教信仰

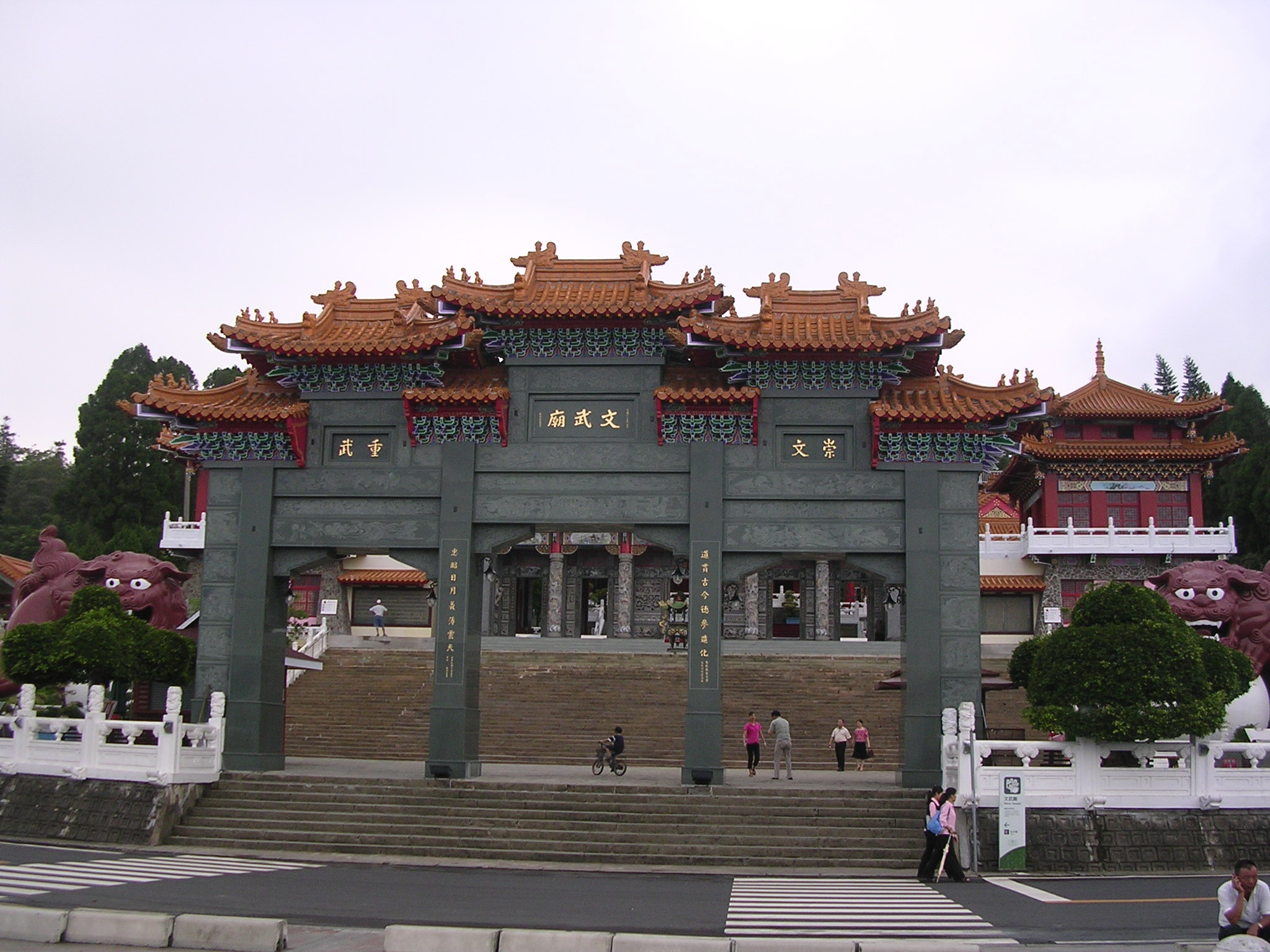
文武廟入口

魚池鄉一如台灣其他地區，宗教信仰相當多元，除傳統道教、佛教外，尚有基督教、天帝教等，各種寺廟教堂合計三十多座，包括位於日月潭鄰近地區內的玄奘寺、玄光寺、慈恩塔及文武廟、龍鳳宮、明德宮三大道教廟宇。
其中文武廟的前身為水社村水社巷的龍鳳宮及北極巷（或作卜吉巷，今屬日月村）的益化堂。日治時期因興建日月潭發電工程，潭面水位上昇，兩廟位於淹沒區內而必須撤離。兩廟廟產被當時的台灣電力株式會社收購，遂決定合併，於1934年（昭和9年）在日月潭北畔的松柏崙重建廟宇，1938年（昭和13年）落成:129。新廟前殿主祀關聖帝君，後殿主祀至聖先師孔子，遂命名為文武廟。廟前廣場有對巨大的紅色石獅子，是新光集團創辦人吳火獅所捐獻，故被戲稱為「吳火獅」。

### 文化資產
茶業改良場魚池分場位於水社村貓囒山東南側，是魚池鄉唯一登錄有案的文化資產，屬於歷史建築類。該分場原名紅茶試驗支所，創立於1936年（昭和11年），隸屬於台灣總督府中央研究所，為全台大葉種紅茶研究中心。1968年（民國57年）改組為台灣省茶業改良場魚池分場，1999年（民國88年）7月改制為行政院農業委員會茶業改良場魚池分場。魚池鄉的茶改場培育出很多台灣知名茶種，如在1999年成功培育出紅玉紅茶茶種 - 台茶18號等。
分場建築本體呈東西走向，因考量製茶過程中的環境條件，因此東西側窗戶比較少，以避免陽光直射；南北側長邊則多開窗戶，以導入溫和的光線。建築主體中央挑空部分之迴廊亦設計有門窗，隔間牆使用活動式可推拉的隔板來微調窗扇大小，以有效控管溫度。

## 教育
魚池鄉現有國民小學9所、國民中學2所、私立國中小1所、私立高中2所，私立教會大學1所。

### 國民中學
南投縣立魚池國民中學位於魚池村，創立於1956年，最初為「魚池初中」，後於1968年改制為國民中學，校址原位於瓊文巷，1993年7月遷至魚池街現址。明潭國中位於水社村，創立於1971年。

### 國民小學
- 南投縣魚池鄉魚池國民小學(1898)：南投縣魚池鄉魚池村瓊文巷41號，前身為1900年設立的「魚池公學校」[28]，是全鄉最早設立的現代化學校。成立之初暫借魚池帝爺廟授課。1903年遷入魚池街新建校舍，1993年再遷至原為魚池國中之瓊文巷校址。該校曾先後設立頭社分教場、木屐囒分教場、水社分校、日月潭分校、新城分校等多所分教場及分校，其後均各自獨立設校[23]:22-23。
- 南投縣魚池鄉頭社國民小學(1919)：南投縣魚池鄉頭社村平和巷105號 創立於1919年，原為「頭社分教場」，1923年獨立為頭社公學校，其後多次改名始為現校名，校址位於頭社村。
- 南投縣魚池鄉東光國民小學(1922)：南投縣魚池鄉東光村慶隆巷36號即原木屐囒分教場，創立於1923年，1941年獨立設校，校址位於東光村。
- 南投縣魚池鄉五城國民小學(1936)：南投縣魚池鄉五城村華龍巷1-2號 ，前身為1936年設立的五城國語講習所，其後成為魚池東國民學校的分校場、分班，1946年獨立設校。
- 南投縣魚池鄉伊達邵國民小學(1949)：南投縣魚池鄉日月村中正路211巷1號創立於1949年，原為「水社分校」，1961年獨立「德化國民學校」2019年8月伊達邵國小。
- 南投縣魚池鄉明潭國民小學(1949)：南投縣魚池鄉水社村中山路190號 創立於1950年，原為「日月潭分校」，1953年獨立設校。
- 南投縣魚池鄉新城國民小學(1957)：南投縣魚池鄉新城村通文巷7-1號即原新城分校，創立於1957年，隔年獨立設校，校址位於新城村。
- 南投縣魚池鄉共和國民小學(1959)：南投縣魚池鄉共和村五馬巷57-1號[成立於1959年，原為東光國小的分班、分校，1965年獨立設校。
- 南投縣魚池鄉光明國民小學(1955-2009)：南投縣魚池鄉武登村銃櫃巷18號 成立於1955年，原為頭社國小的分校，1957年獨立設校，而後來於2008年廢校，該校址由日月潭風管處收購，轉為日月潭特色遊學中心[29][30]。

### 宗教學院
三育基督學院是一所基督教會學校，也是基督復臨安息日會在全世界成立的五千多所教育機構之一，另附設南投縣復臨國際實驗教育機構與三育實驗完全中學，由教育部正式立案。另有原聲教育協會於2023年租用舊光明國小校址成立原聲國際學院國中小部（實驗教育機構）。

## 交通

### 公路
魚池鄉對外交通完全仰賴公路，其中尤以台21線最為重要。該道路略呈南北向貫穿全鄉，並通過鄉治所在地魚池聚落。由鄉治沿該道路向北可通往埔里鎮，在該鎮可接東西向的台14線，經該道路向西可由愛蘭交流道上國道6號，再轉國道3號前往台灣西部各地；向東則可前往霧社、清境農場、大禹嶺，再接省道台8線（中橫公路）前往台灣東部。若在埔里鎮沿台21線續北行，則可通往國姓鄉及台中市新社區、東勢區等地。
由鄉治沿省道台21線向南可通往聞名全台的日月潭，繞行該潭西岸後，經頭社可通往水里鄉。在該鄉可接東西向的省道台16線，經該道路向西可前往集集鎮、名間鄉，向東則可前往信義鄉地利村孫海橋。若在水里鄉沿台21線續南行，則可通往信義鄉之鄉治（信義村）及塔塔加等地。
省道台21甲線是台21線的支線，位於日月潭的東岸，與本線日月潭路段共同構成日月潭環湖公路。
縣道131號橫貫魚池鄉中北部，並通過鄉治，是另一條聯外道路。經由該道路向東北可通往埔里鎮，向西可通往水里鄉新興村，由該處往南續行縣道131號可通往鹿谷鄉；往北經縣道147號則可通往國姓鄉。
另有投62線、投63線、投64線、投65線、投66線、投66-1線、投67線、投69線、投69-1線、投69-2線、投69-3線、投81線等多條鄉道，為局部地區之連絡道路。

### 汽車客運
魚池鄉汽車客運主要由南投客運，另外國光客運亦有經營往來日月潭、台北之遠程班車，員林客運也有跑魚池鄉到水里鄉之路線。
南投客運主要經營魚池鄉北鄰埔里鎮往來魚池鄉各地的客運，主要路線有6665（埔里－九族文化村－車坪崙）、6667（埔里－九族文化村－水里）、6668（埔里－日月潭－頭社）、6669（日月潭－伊達邵－玄光寺）及6671（日月潭－車埕），另外亦經營台中－埔里－日月潭之間的快捷班車6670（台中－高鐵台中站－中台禪寺－埔里－魚池－九族文化村－日月潭）。
豐榮客運主要經營往返水里－日月潭－魚池－埔里之班車（6289路線），每日對開各13班次。
員林客運主要經營往返日月潭－阿里山之班車（6739路線），每日對開各2班次，另外亦與南投客運聯營日月潭－溪頭之班車（6801路線），每日對開各6班次。

## 旅遊

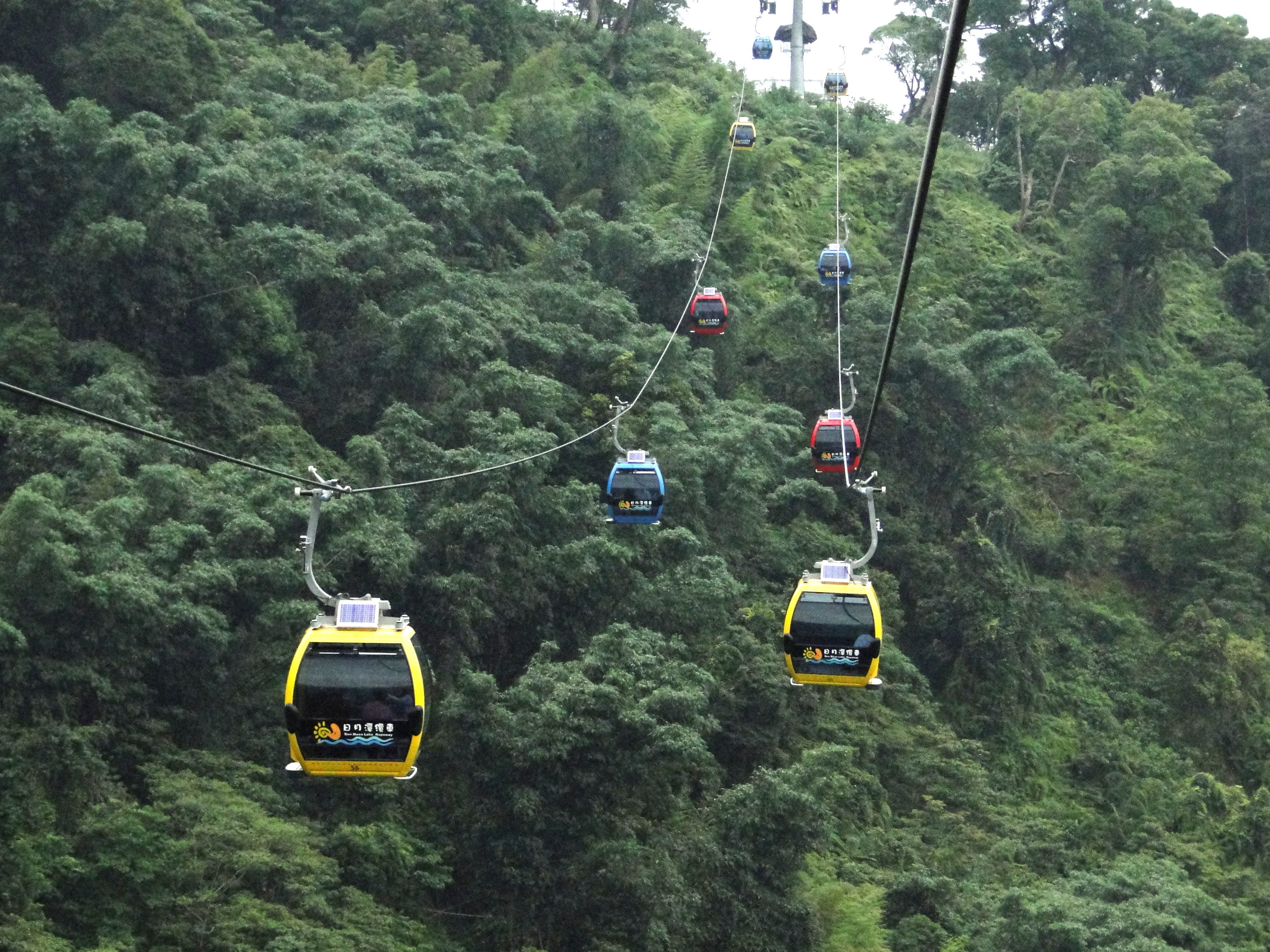
日月潭纜車

日月潭位於魚池鄉南部的水社村、日月村交界處，為台灣第二大湖泊（僅次於曾文水庫）及第一大天然湖泊兼發電水庫。湖面海拔748公尺，常態面積7.93平方公里（滿水位8.4平方公里），最大水深27公尺，自然生態豐富，但亦為最多外來種生物的淡水湖泊之一。
日月潭景色優美，「雙潭秋月」為台灣八景之一。日月潭也是台灣原住民邵族的居住地。2000年1月，交通部觀光局設立日月潭國家風景區，其範圍除原有日月潭特定區外，北面擴大至魚池鄉，東至水社大山，西至集集大山，南至水里蛇窯。
日月潭及臨近有諸多景點，包括拉魯島、日月湧泉、孔雀園、文武廟、玄光寺、水蛙頭步道、大竹湖水鳥保護區、大竹湖步道等。
九族文化村位於大林村，是一座以臺灣原住民九大族群為主題的樂園，全區面積廣達62公頃，是依山建造的遊樂園區，全區制高點則是位在觀山樓，海拔約900公尺。九族文化村是結合臺灣九大原住民族族群的各項文化特色展示，包括泰雅族、賽夏族、鄒族、布農族、卑南族、魯凱族、達悟族、阿美族以及排灣族，而後加入邵族。
2009年，九族文化村闢建完成日月潭纜車，由九族文化村觀山樓通往救國團日月潭青年活動中心，將兩大知名景點串接起來。該空中纜車路線全長1.877公里，沿途可俯瞰日月潭湖光山色，天晴氣朗時並可眺望遠方的埔里盆地。

## 外部連結
- 魚池鄉公所 （页面存档备份，存于）
- 日月潭精品咖啡-魚池鄉公所的Facebook專頁